# Mathias Prange
Mathias Prange (* 1957) ist ein deutscher Klassischer Archäologe.

## Leben
Mathias Prange studierte Klassische Archäologie an der Universität Kiel und wurde dort 1986 bei Konrad Schauenburg mit einer Arbeit zum Thema Der Niobidenmaler und seine Werkstatt. Untersuchungen zu einer Vasenwerkstatt frühklassischer Zeit promoviert. In der nicht unkritisch rezensierten Arbeit untersuchte er nicht nur die Werke des Hauptmeisters, des Niobiden-Malers, sondern auch der acht weiteren Vasenmaler, die der Werkstatt zugewiesen werden: Altamura-Maler, Maler der zotteligen Silene, Blenheim-Maler, Maler von Bologna 279, Maler der Berliner Hydria, Genfer Maler, Spreckels-Maler sowie den Maler von London E 470. Für seine Arbeit wurde ihm für den Zeitraum 1986/87 das Reisestipendium des Deutschen Archäologischen Instituts zuerkannt, mit dessen Hilfe er den Mittelmeerraum bereisen konnte. Anschließend wurde ihm die Bearbeitung des zweiten Bandes der Antikensammlung Kiel für das Corpus Vasorum Antiquorum Deutschland übertragen. Hier bearbeitete er neben einigen Nachträgen zum ersten Kieler Band mit schwarz- und rotfigurigen Vasen aus Attika vor allem zyprische, mykenische, geometrische, korinthische, ostgriechische, italische, insbesondere etruskische sowie unteritalisch-schwarzfigurige Keramik.
Danach war er nicht mehr in der Archäologie tätig. Mittlerweile arbeitet Prange in der PR-Branche für verschiedene Verlage und Magazine, darunter für den Pädagogische Beiträge Verlag mit der Zeitschrift Hamburg macht Schule sowie beim Verlag Das grüne Branchenbuch für Das grüne Branchenbuch.

## Schriften (Auswahl)
- Der Niobidenmaler und seine Werkstatt. Untersuchungen zu einer Vasenwerkstatt frühklassischer Zeit. (= Europäische Hochschulschriften Reihe 38: Archäologie Band 25). Lang, Frankfurt am Main–Bern–New York–Paris 1989, ISBN 3-631-40815-3.
- Das Bildnis Arsinoes II. Philadelphos, 278–270 v. Chr. In: Athenische Abteilung 105, 1990, S. 197–211.
- Der Raub der Leukippiden auf einer Vase des Achilleusmalers. In: Antike Kunst 35, 1992, S. 3–17.
- Corpus Vasorum Antiquorum, Deutschland Band 64, Kiel, Kunsthalle Antikensammlung Band 2. C. H. Beck, München 1993, ISBN 3-406-37105-1.